# Heinrich Himmelheber
Heinrich Himmelheber (* 23. November 1848 in Hamburg; † 12. März 1920 ebenda) war ein deutscher Versicherungsmanager. Himmelheber war von 1888 bis 1920 Direktor der Hamburger Feuerkasse, der ältesten Versicherung der Welt.

## Leben
Himmelheber wurde 1848 als Sohn eines Kaufmanns in Hamburg geboren und besuchte die Höhere Bürgerschule. Von 1864 bis 1866 absolvierte eine Ausbildung zum Bautechniker. Anschließend studierte er bis 1870 am Polytechnikum in Karlsruhe Ingenieurwissenschaften.
Nachdem Himmelheber im Deutsch-Französischen Krieg diente, fand er eine Beschäftigung als Bauführer des Geeststammsiels.
1888 wurde Himmelberger zum Direktor der Hamburger Feuerkasse ernannt. Er schuf das Schätzungswesen und die statistische Grundlage für die Ermittlung der Versicherungsbeiträge. Zudem war er in fachlichen Vertretungen und Ausschüssen tätig. Er war bis zu seinem Tod 1920 Direktor der Hamburger Feuerkasse.